# Lewisburg (Virgínia de l'Oest)
Lewisburg és una població dels Estats Units a l'estat de Virgínia de l'Oest. Segons el cens del 2000 tenia 3.624 habitants.

## Demografia
Segons el cens del 2000, Lewisburg tenia 3.624 habitants, 1.746 habitatges, i 1.000 famílies. La densitat de població era de 367,3 habitants per km².
Dels 1.746 habitatges en un 20,5% hi vivien nens de menys de 18 anys, en un 46,6% hi vivien parelles casades, en un 8,6% dones solteres, i en un 42,7% no eren unitats familiars. En el 38,5% dels habitatges hi vivien persones soles el 19,4% de les quals corresponia a persones de 65 anys o més que vivien soles. El nombre mitjà de persones vivint en cada habitatge era de 2,04 i el nombre mitjà de persones que vivien en cada família era de 2,69.
Per edats la població es repartia de la següent manera: un 17,8% tenia menys de 18 anys, un 6,8% entre 18 i 24, un 22,8% entre 25 i 44, un 28,3% de 45 a 60 i un 24,2% 65 anys o més.
L'edat mediana era de 47 anys. Per cada 100 dones de 18 o més anys hi havia 74,3 homes.
La renda mediana per habitatge era de 27.857 $ i la renda mediana per família de 42.940 $. Els homes tenien una renda mediana de 38.056 $ mentre que les dones 21.386 $. La renda per capita de la població era de 22.139 $. Entorn del 12,4% de les famílies i el 19,6% de la població estaven per davall del llindar de pobresa.

## Poblacions més properes
El següent diagrama mostra les poblacions més properes.